# Гузь Ігор Володимирович
І́гор Володи́мирович Гу́зь (нар. 11 січня 1982, Луцьк, УРСР) — український політик. Народний депутат України VIII та IX скликань. 
Був членом тимчасової слідчої комісії ВРУ з розслідування можливих протиправних дій представників органів влади та інших осіб, що могли сприяти порушенню державного суверенітету України (з 19 травня 2021).
Засновник Національного альянсу та фестивалю “Бандерштат”.
Спортсмен-аматор. Пройшов "Залізний похід" (100 км без сну та їжі); протягом 366 днів, пробігав щодня щонайменше 5 км. 

## Життєпис
Народився у Луцьку. Родина по материнській лінії походить з села Свірже, що на Холмщині, по батьківській лінії — з села Смідин Старовижівського району Волинської області. Закінчив загальноосвітню школу № 19 у Луцьку. Випускник Волинського державного університету ім. Лесі Українки.
2001 — співкоординатор Волинського відділення комітету «За правду!». 9 березня 2001 року став учасником акції «Україна без Кучми», брав участь у штурмі міліцейського кордону, що охороняв Кучму поблизу головного корпусу КНУ ім. Шевченка. За це разом із іншими студентами їх побив і затримав «Беркут». Відбув у СІЗО кілька діб. Загалом після акції Гузь пройшов близько 10 допитів СБУ, МВС, Генпрокуратури.
15 березня 2018 року у Верховній Раді з соратниками вимагав прийняття парламентом постанови щодо реабілітації 17 активістів, яких засудили за вказівкою президента Кучми.

### Акція «Чорнобильський шлях»
26 березня 2005 року з членами «Національного альянсу» виступав за повалення режиму Лукашенка. Акцію протесту придушив білоруський ОМОН, Ігоря було заарештовано у Мінському СІЗО. Всіх представників «Національного альянсу» депортували із Білорусі на 5 років.

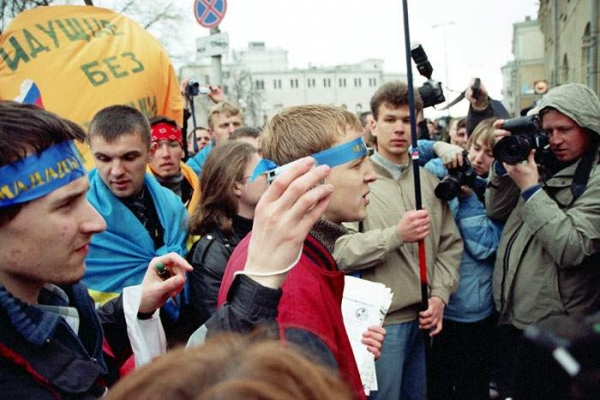
«Національний альянс» під час протестів у Білорусі (2005)

### Місцеве самоврядування
2002 року, на третьому курсі навчання у ВДУ, став депутатом Луцької міськради від округу № 44 від виборчого блоку В. Ющенка "Наша Україна". 
З 2007 по 2011 рік — радник Луцького міського голови, начальник відділу у справах сім'ї та молоді Луцької міської ради.
У 2006 році став депутатом Волинської облради. 2010 — депутат Волинської облради.
20 лютого 2014 року був обраний на посаду заступника голови Волинської обласної ради.

### Євромайдан
Виступав одним із координаторів луцького Євромайдану.
25 грудня 2013 року Луцький міський суд заарештував Гузя на 60 днів із застосуванням електронного браслета. 30 грудня Апеляційний суд Волинської області пом'якшив запобіжний захід.

### Парламентські вибори
На парламентських виборах 2012 був кандидатом від партії «Батьківщина» по одномандатному виборчому округу № 21 (Ковель, Ковельський, Ратнівський, Старовижівський, Шацький райони) і здобув 36,39 % голосів виборців, поступившись Степану Івахіву.
На парламентських виборах 2014 року був кандидатом в депутати по одномандатному виборчому округу № 19 від Народного фронту (Нововолинськ, Володимир-Волинський, Іваничівський, Любомльський, Володимир-Волинський райони) та переміг, отримавши 30,69 % (27 243) голосів.
2019 року балотувався на позачергових виборах до Верховної Ради в мажоритарному окрузі № 19 як самовисуванець. Отримав 59,69 %.
У парламенті став заступником голови Комітету ВРУ з питань організації державної влади, місцевого самоврядування, регіонального розвитку та містобудування. Член депутатської групи «За майбутнє», делегат від України у Парламентській асамблеї Організації Чорноморського економічного співробітництва (ПАЧЕС).

### Верховна Рада
Заступник голови комітет з питань організації державної влади, місцевого самоврядування, регіонального розвитку та містобудування у ВРУ IX скл. (з 29 серпня 2019 року).
Співголова депутатської групи з міжпарламентських зв'язків із Литвою. Член Тимчасової комісії Верховної з підготовки проекту основних засад державної політики України щодо взаємодії з національними рухами малих та корінних народів РФ.

### Громадська діяльність
Належав до Молодіжного націоналістичного конгресу, з 2001 по 2005 рік був головою волинської організації, з 2002 по 2005 рік був заступником голови всеукраїнської організації.
22 квітня 2015 року заснував Фонд Гузя «Прибужжя», який діє на території Іваничівського, Володимир-Волинського, Любомльського районів та Нововолинська та Володимира-Волинського.
У січні 2005 року став засновником громадського руху «Національного альянсу» 
11 квітня 2016 року з ініціативи народного депутата Ігоря Гузя розпочала свою роботу Асоціація місцевого самоврядування Прибужжя. Головна мета Асоціації — сприяння активному втіленню реформи децентралізації, а також активізація міжнародної співпраці українських органів місцевого самоврядування з різними іноземними громадами.

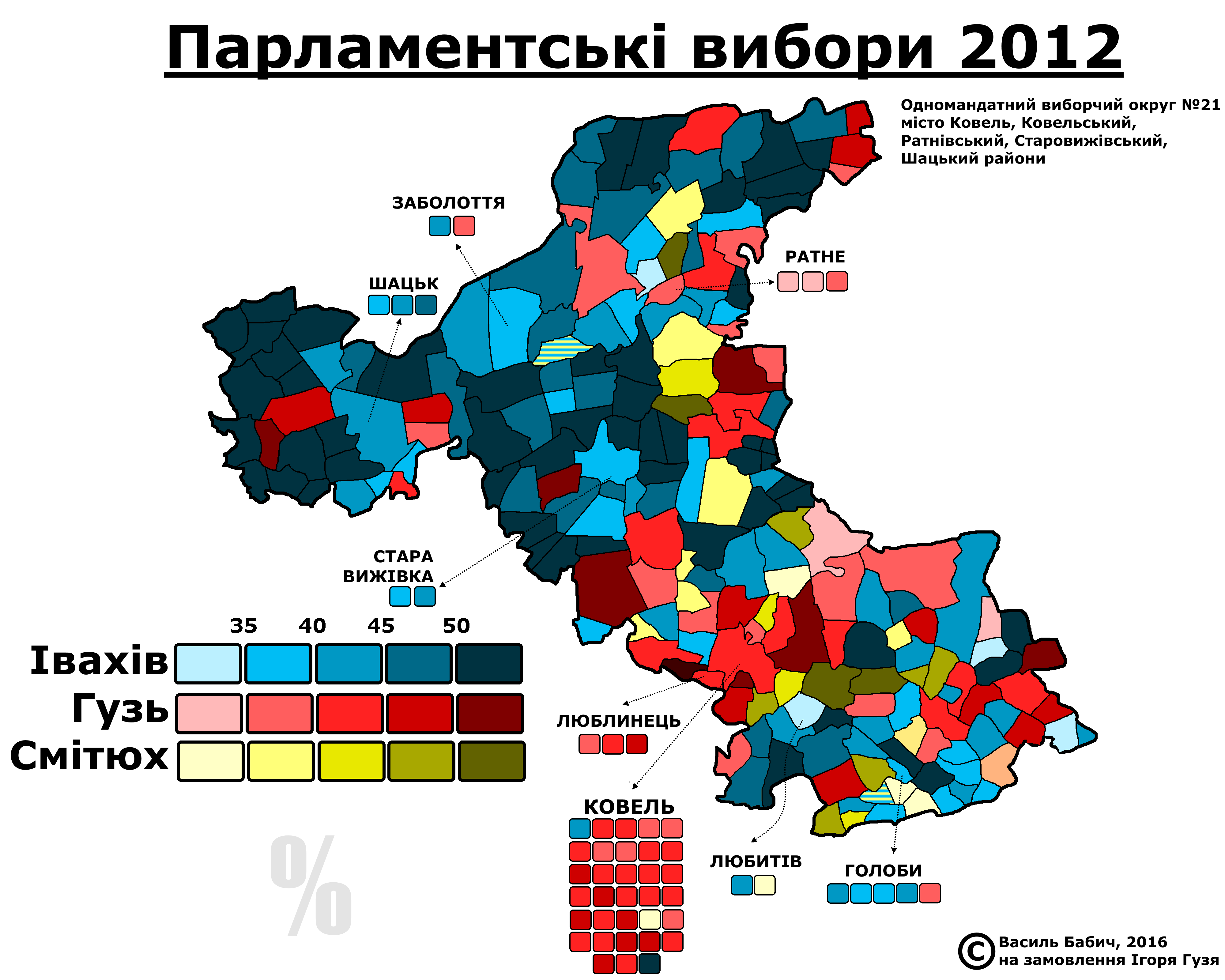
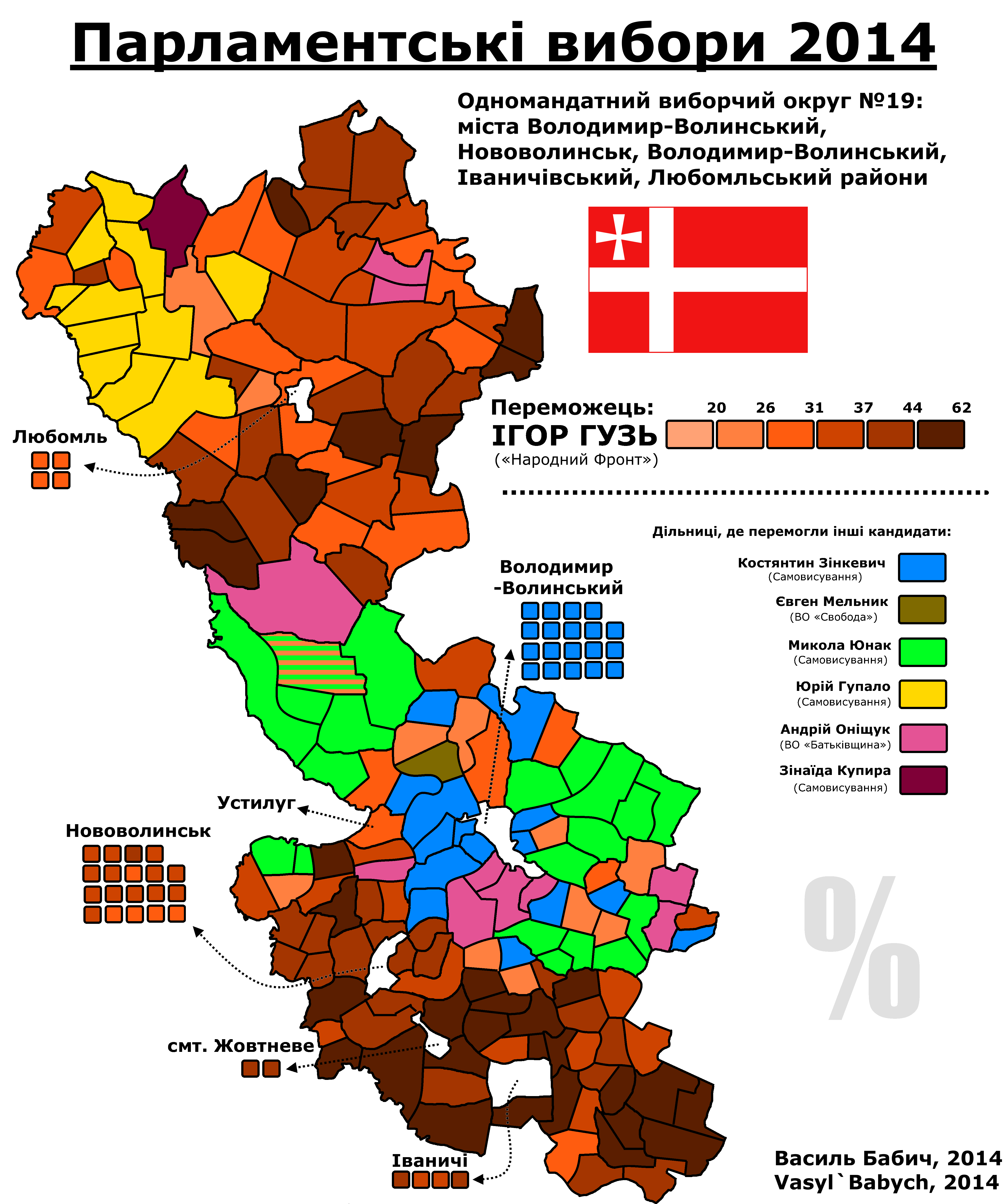

У 2007 році вперше ініціював проведення фестивалю «Бандерштат». Це безалкогольний сімейний патріотичний фест, єдиний триденний музичний фестиваль в Україні, який у 2019-му відбувся 13 раз поспіль. 2019 року фестиваль відвідали 2213 учасників бойових дій безплатно
2017 року започаткував дводенний історико-культурний фестиваль «Княжий» на території села Заріччя Володимир-Волинського району. Захід покликаний відродити туристичний потенціал краю, пропагувати музику, літературні гутірки, реконструювати княжу епоху, тогочасну культуру, ремесла, побут. Також за рішенням організаторів він вільний від алкоголю та спрямований на пропаганду здорового способу життя.
2017 року з ініціативи Гузя вперше на Волинському Поліссі стартували змагання з кростріатлону — «Polissia Challenge Cup 2017».

### Спорт
У 2021 році пройшов 100 км без сну та їжі в рамках «Залізного походу» лісами Полісся спільно з однодумцями.
Переплив понад 100 озер, серед яких і озеро Світязь. Взимку 2020 року здійснив заплив через озеро Сомин. 
Протягом одного року щоденно бігав понад 5 км.

### Відгуки
За даними ЗМІ займався підкупом виборців, роздаючи медичне обладнання. Також його благодійний фонд «Прибужжя» став спонсором концерту на День міста Любомль Волинської області.